# Jakub Łabojko
Jakub Jan Łabojko (Tarnowskie Góry, 3 ottobre 1997) è un calciatore polacco, centrocampista del Motor Lublino.

## Caratteristiche tecniche
È un centrocampista centrale.

## Carriera

### Club
Ha esordito il 5 marzo 2017 con la maglia del Raków Częstochowa in occasione del match di campionato perso 1-0 contro il GKS Bełchatów
Il 18 settembre 2020 viene acquistato dal Brescia.Il 26 settembre successivo esordisce con le Rondinelle nella partita contro l'Ascoli, pareggiata per 1-1, valida per la prima giornata del campionato di serie B. Il 2 aprile 2021 segna la sua prima rete nel successo per 4-1 sul Pordenone. 
Dopo aver trovato pochissimo spazio con Inzaghi, il 26 gennaio 2022 viene ceduto in prestito all'AEK Larnaca. Dopo sole 4 presenze in campionato ed una rete nella Coppa di Cipro, nell'estate successiva torna nella rosa del Brescia, e viene confermato per la stagione 2022-2023.
La stagione successiva, parte titolare giocando le prime 7 partite da titolare , prima del ritorno di van de Looi che prende il suo posto nonostante con lui titolare il Brescia avesse vinto 5 delle 7 partite. Il Polacco torna a giocare titolare con la Ternana e con lui dal Primo Minuto il Brescia torna a vincere dopo più di 4 mesi, da quel momento giocherà sempre fin dall'inizio fino a fine stagione ; le Rondinelle passeranno dall'ultimo al sedicesimo posto perdendo tuttavia i Play out nella doppia sfida col Cosenza. Labojko non rinnoverà il contratto, svincolandosi.
Il 7 agosto 2023, sigla un contratto triennale con la Ternana, sempre in Serie B. Dopo aver collezionato 24 presenze lungo la stagione 2023-2024, il 7 settembre 2024 risolve il proprio contratto con il club umbro.
Rimane svincolato sino al 28 gennaio 2025, giorno in cui fa ritorno in patria accasandosi al Motor Lublino.

### Nazionale
Ha giocato con le nazionali giovanili polacche Under-20 ed Under-21.

## Statistiche

### Presenze e reti nei club
Statistiche aggiornate al 24 maggio 2025.
| Stagione                 | Squadra                  | Campionato               | Campionato | Campionato | Coppe nazionali | Coppe nazionali | Coppe nazionali | Coppe continentali | Coppe continentali | Coppe continentali | Altre coppe | Altre coppe | Altre coppe | Totale | Totale |
| Stagione                 | Squadra                  | Comp                     | Pres       | Reti       | Comp            | Pres            | Reti            | Comp               | Pres               | Reti               | Comp        | Pres        | Reti        | Pres   | Reti   |
| ------------------------ | ------------------------ | ------------------------ | ---------- | ---------- | --------------- | --------------- | --------------- | ------------------ | ------------------ | ------------------ | ----------- | ----------- | ----------- | ------ | ------ |
| 2016-gen. 2017           | Ruch Radzionków          | 4L                       | 0          | 0          | CP              | 0               | 0               | -                  | -                  | -                  | -           | -           | -           | 0      | 0      |
| gen.-giu. 2017           | Raków Częstochowa        | 2L                       | 15         | 1          | CP              | -               | -               | -                  | -                  | -                  | -           | -           | -           | 15     | 1      |
| 2017-2018                | Raków Częstochowa        | 1L                       | 30         | 2          | CP              | 1               | 0               | -                  | -                  | -                  | -           | -           | -           | 31     | 2      |
| Totale Raków Częstochowa | Totale Raków Częstochowa | Totale Raków Częstochowa | 45         | 3          |                 | 1               | 0               |                    | -                  | -                  |             | -           | -           | 46     | 3      |
| 2018-2019                | Śląsk Breslavia          | EK                       | 21         | 1          | CP              | 1               | 0               | -                  | -                  | -                  | -           | -           | -           | 22     | 1      |
| 2019-2020                | Śląsk Breslavia          | EK                       | 33         | 2          | CP              | 1               | 0               | -                  | -                  | -                  | -           | -           | -           | 34     | 2      |
| ago.-set. 2020           | Śląsk Breslavia          | EK                       | 3          | 0          | CP              | 1               | 0               | -                  | -                  | -                  | -           | -           | -           | 4      | 0      |
| Totale Śląsk Wrocław     | Totale Śląsk Wrocław     | Totale Śląsk Wrocław     | 57         | 3          |                 | 3               | 0               |                    | -                  | -                  |             | -           | -           | 60     | 3      |
| set. 2020-2021           | Brescia                  | B                        | 33+1       | 1          | CI              | 1               | 0               | -                  | -                  | -                  | -           | -           | -           | 35     | 1      |
| 2021-gen. 2022           | Brescia                  | B                        | 1          | 0          | CI              | 0               | 0               | -                  | -                  | -                  | -           | -           | -           | 1      | 0      |
| gen.-giu. 2022           | AEK Larnaca              | A                        | 4+1        | 0          | CC              | 2               | 1               | -                  | -                  | -                  | -           | -           | -           | 7      | 1      |
| 2022-2023                | Brescia                  | B                        | 30+2       | 0          | CI              | 2               | 0               | -                  | -                  | -                  | -           | -           | -           | 34     | 0      |
| Totale Brescia           | Totale Brescia           | Totale Brescia           | 64+3       | 1          |                 | 3               | 0               |                    | -                  | -                  |             | -           | -           | 70     | 1      |
| 2023-2024                | Ternana                  | B                        | 23         | 0          | CI              | 1               | 0               | -                  | -                  | -                  | -           | -           | -           | 24     | 0      |
| Totale carriera          | Totale carriera          | Totale carriera          | 193+4      | 7          |                 | 10              | 1               |                    | -                  | -                  |             | -           | -           | 207    | 8      |